# Pachyteria dimidiata
Pachyteria dimidiata es una especie de escarabajo longicornio del género Pachyteria, tribu Callichromatini. Fue descrita científicamente por Westwood en 1848.
Se distribuye por Camboya, China, India, Indonesia, Irán, Laos, Malasia, Birmania, Tailandia y Vietnam. Mide 20-35 milímetros de longitud. El período de vuelo ocurre en los meses de enero, marzo, abril, mayo, junio, julio, agosto, septiembre, octubre y diciembre.

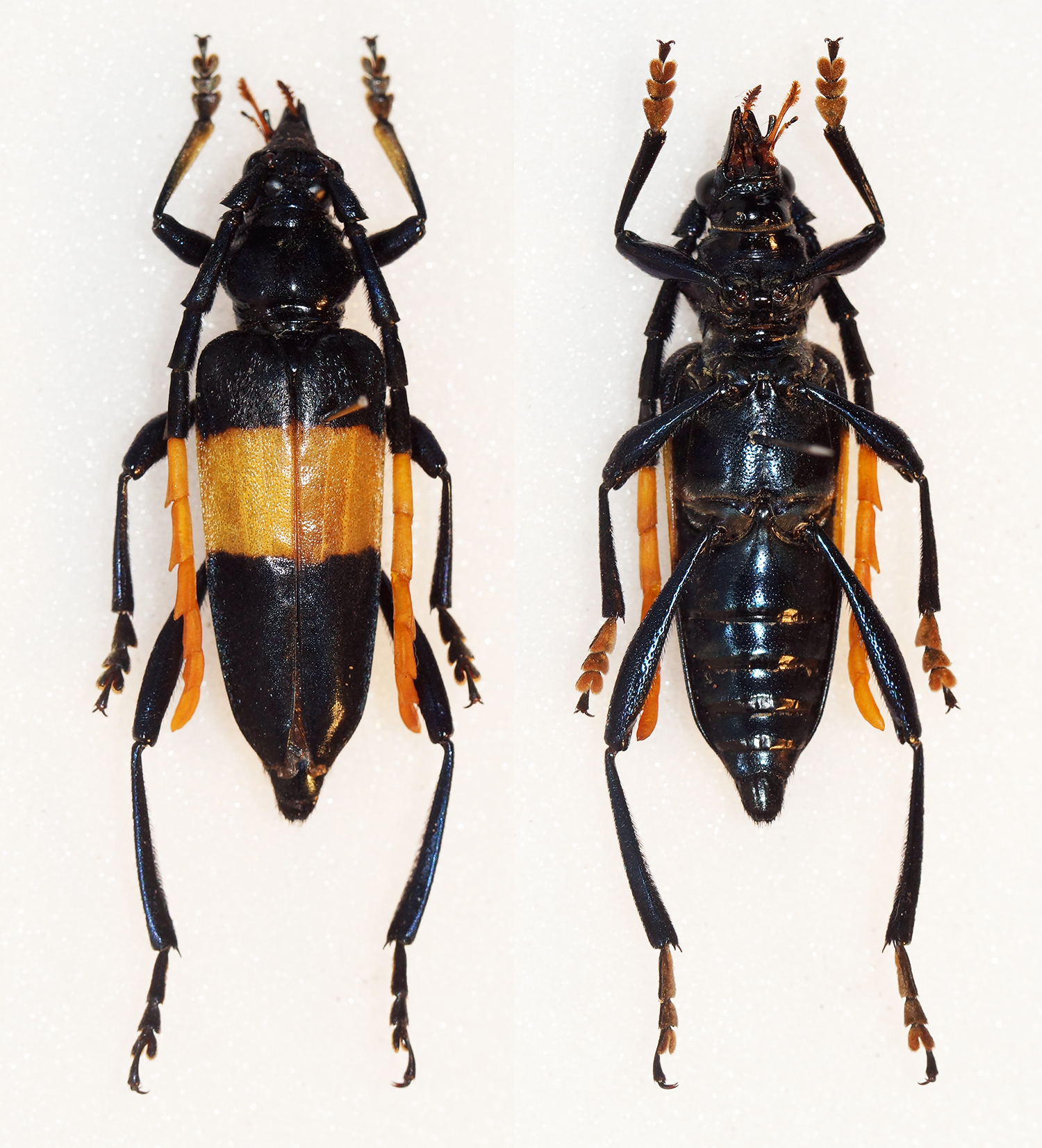
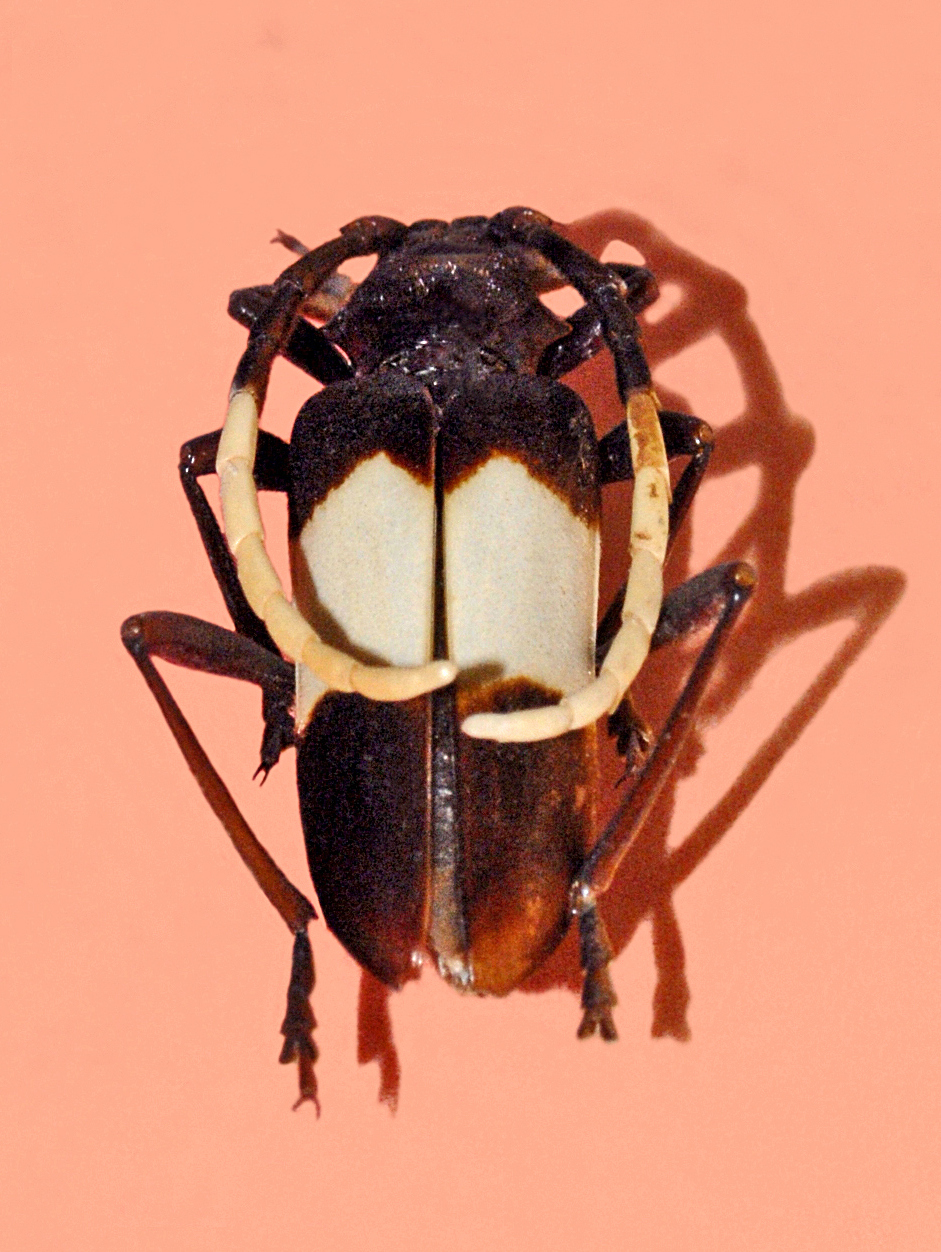